# Poul Ancher
Poul Hansen Ancher eller Poffuell Ancker (antagelig født 1629 i Östra Hoby, Christiansstad Len, Skåne, død 28. oktober 1697 i Hasle, Bornholm) var en bornholmsk sognepræst og frihedskæmper. Kilderne staver navnet forskelligt: således ses både Poul og Povl samt Anker og Ancher. Han var gift med Karen Jensdatter Sode (1638—1684) og efterfølgende med Lene Nielsdatter (1664—1729). 
Poul Ancher var sognepræst i Hasle og Rutsker sogne på Bornholm fra 1654 til 97 og provst fra 1685. Ejede 32. slg. – Krogsholm – i Rutsker sogn fra 1688. Han var en af hovedorganisatorerne i kampen for befrielsen af Bornholm fra svenskerne. 
Hans to sidste år var formørket af en mordsag, som et medlem af hans kones familie var impliceret i.
Færgen M/F Povl Anker blev i 1978 opkaldt efter ham.

## Ungdom og uddannelse
Povl Hansen Ancher udgik 1650 fra Vor Frue Skole (Metropolitanskolen) i København og indskreves 1. juni i studenternes lav ved universitetet. Mere vides ikke om hans ungdom. Hans fødselsår sættes til 1630, men hans fødested er ukendt. Ikke blot han, men også tre af hans søskende findes senere bosat på Bornholm; måske ses et tegn på, at de var født her. At de er de første kendte bornholmere med slægtsnavnet Ancher kunne ligge i, at først i århundredets sidste halvdel blev det her gængs skik blandt borgerfolk at tage sig et fast slægtsnavn. Mere taler dog for at søge Anchers fødested i en anden dansk landsdel, Skåne, i Hovby præstegård, hvor Hans Povlsen, også nævnt Anchersen, sad som sognepræst og døde 1655; hans hustru hed Else Olesdatter, og efter navnene at dømme kan dette ægtepar have været Povl Anchers forældre.

## Pesten og eftertiden
Poul Ancher havde kun fire år til at gennemføre sin teologiske uddannelse ved universitetet, da det store pestår 1654 rundt om i Danmark gjorde mange præstekald tomme. På Bornholm lagde byldepesten seks af landets 15 sognepræster i mulden. En af disse, Jens Hansen Sode, født i Skåne, havde siddet nogle år som rektor i Rønne latinskole, inden han 1632 var blevet sognepræst i Hasle og Rutsker og her havde ægtet sin forgængers enke. Han døde 13. oktober 1654. 
Nu blev den unge Povl Ancher hans efterfølger i det usle præstekald: købstaden Hasle havde mistet 133 indbyggere i pesten, og dens borgerskab talte kun 60 husstande, i landsognet Rutsker havde pesten bortrevet 2310 mennesker, og af de 56 små, tiendeydende gårde stod nogle øde. Af fiskerlejerne her havde Vang syv, Kås én og Helligpeder én husstand. Trods kaldets fattigdom forblev Poul Ancher trofast knyttet til det i 43 år, lige til sin død.

## Ægteskaber med Karen Jensdatter Sode og Lene Nielsdatter
Kun et halvt år havde Poul Ancher siddet i Hasle, da han 3. pinsedag 1655 trolovede sig med sin forgængers datter Karen Sode. I årenes løb bragte dette ægteskab ham fem børn og knyttede ham med talrige bånd til Bornholm præstegårde og borgerhjem. I øvrigt havde han meget at gøre med at hjælpe de efterladte for pesten.
Da Poul Ancher i 1684 mistede Karen Jensdatter Sode, følte han sig gammel og søgte om at få tilladelse til at få sin søn Hans Ancher som kappelan, hvilket kongen tillod. Sønnen overtog faderens gerning i Rutsker sogn. Året efter, i 1685, tiltrådte han dog stillingen som provst for hele Bornholm, da valget faldt på ham efter svogeren Hans Jensen Sodes død. Og hans alderdom hindrede ham heller ikke i at indgå et nyt ægteskab med Lene Nielsdatter. Hun fødte ham to sønner Key og Guris samt to døtre. Dette ægteskab førte den uhyggeligste slægtsaga i Bornholms historie med sig, hvilket formørkede Poul Anchers livsaften.

## Den Bornholmske Frihedskamp 1658
Poul Ancher var et af de fremstående medlemmer af den bornholmske frihedsbevægelse i 1658. De øvrige fremtrædende frihedskæmpere var Niels Gumløse, Peder Olsen, Villum Clausen og Jens Pedersen Kofoed.